# Eva Rexed
Eva Marina Rexed, född 30 augusti 1975 i Uppsala, är en svensk skådespelare och regissör.
Rexed är dotter till hovrättsrådet Ingemar Rexed. Rexed studerade vid Teaterhögskolan i Malmö 2000–2004. 
I maj 2005 påbörjade hon tillsammans med bland andra Sven Wollter och Thomas Hanzon inspelningen av den första av sex långfilmer baserade på Håkan Nessers deckarromaner om kommissarie Van Veeteren. 
Eva har lång erfarenhet från film och teater. Hon har under många år varit anställd på Stockholms Stadsteater och har medverkat i flera av moment:teaters uppsättningar. Eva medverkar sedan 2012 återkommande i scenkonstkompaniet Lumor föreställningar, däribland People respect me now och Ambulans. Eva har även spelat roller på Elverket och Dramaten.
2021 regisserade hon Mördaren du söker, fritt efter Sofokles Oidipus för Lumor på Kulturhuset/Stadsteatern. 
År 2024 tilldelades Rexed Svenska Akademiens teaterpris.

## Filmografi (urval)
- 2005 – Van Veeteren – Carambole
- 2005 – Van Veeteren – Münsters fall
- 2005 – Van Veeteren – Borkmanns punkt
- 2005 – Doxa
- 2006 – Van Veeteren – Moreno och tystnaden
- 2006 – Van Veeteren – Svalan, Katten, Rosen, Döden
- 2006 – Van Veeteren – Fallet G

## Teater

### Roller (ej komplett)
| År   | Roll                                   | Produktion                                                                            | Regi                  | Teater                                                                        |
| ---- | -------------------------------------- | ------------------------------------------------------------------------------------- | --------------------- | ----------------------------------------------------------------------------- |
| 2006 | Ritva                                  | Klimax Lisa Langseth                                                                  | Öllegård Goulos       | Dramaten                                                                      |
| 2009 | Hemtjänsten m. fl.                     | Sista dansen Carin Mannheimer                                                         | Malin Stenberg        | Stockholms stadsteater                                                        |
| 2010 | Sylvia                                 | Pride (The Pride) Alexi Kaye Campbell                                                 | Gerhard Hoberstorfer  | Stockholms stadsteater                                                        |
| 2010 | Andre Piloten                          | Aniara Harry Martinson                                                                | Lars Rudolfsson       | Stockholms stadsteater                                                        |
| 2011 | Linda                                  | Hair Gerome Ragni, James Rado och Galt MacDermot                                      | Ronny Danielsson      | Stockholms stadsteater                                                        |
| 2011 | Bruden                                 | Efter bröllopet (Die Kleinbürgerhochzeit) Bertolt Brecht                              | Dritëro Kasapi        | Stockholms stadsteater                                                        |
| 2012 |                                        | Vårens nyckelord är ångvält Gustav Tegby                                              | Maja Salomonsson      | Riksteatern                                                                   |
| 2012 | Pia, Cia                               | Hon finns inte med på fotografietPaula Stenström Öhman                                | Paula Stenström Öhman | Lumor / Stockholm Stadsteater                                                 |
| 2015 | Silas, Pia, Åsa, Camilla, Nina, Helena | People respect me now Paula Stenström Öhman                                           | Paula Stenström Öhman | Lumor / Turteatern och Teater Galeasen                                        |
| 2015 | Prästen                                | Paraplyerna i Cherbourg (Les Parapluies de Cherbourg) Jacques Demy och Michel Legrand | Alexander Mørk-Eidem  | Kulturhuset Stadsteatern                                                      |
| 2016 | Helena, Claes, Åsa, Linda, Denise      | Jag tror på dig Anita Paula Stenström Öhman                                           | Paula Stenström Öhman | Kulturhuset Stadsteatern                                                      |
| 2016 | Silas, Pia, Åsa, Camilla, Nina, Helena | People respect me now Paula Stenström Öhman                                           | Paula Stenström Öhman | Lumor / Malmö Stadsteater, Folkteatern Göteborg, Riksteatern Hallunda         |
| 2017 |                                        | Bernardas hus (La casa de Bernarda Alba) Federico Garcia Lorca                        | Anna Pettersson       | Kulturhuset Stadsteatern                                                      |
| 2017 | Silas, Pia, Åsa, Camilla, Nina, Helena | People respect me now Paula Stenström Öhman                                           | Paula Stenström Öhman | Lumor / Kilenscenen, Scenkonstbiennalen Norrköping, Tammerfors teaterfestival |
| 2017 | Elisabeth                              | Våra drömmars stad Per Anders Fogelström                                              | Linus Tunström        | Kulturhuset Stadsteatern                                                      |
| 2018 | Segel m.fl                             | Krilon Eyvind Johnson                                                                 | Carolina Frände       | Kulturhuset Stadsteatern                                                      |
| 2019 | Johanna                                | Tiggarna Mia Törnqvist                                                                | Annika Hallin         | Kulturhuset Stadsteatern/ Teater Giljotin                                     |
|      | Medverkande                            | Blod och benOskar Thunberg                                                            | Oskar Thunberg        | Lumor / moment:teater, Östgötateatern                                         |
| 2020 | Medverkande                            | Blod och benOskar Thunberg                                                            | Oskar Thunberg        | Lumor / Stora Teatern Göteborg                                                |
| 2021 | Elisabeth Nancy                        | Gasljus (Gaslight) Patrick Hamilton                                                   | Melody Parker         | Kulturhuset Stadsteatern                                                      |
| 2021 | Simon, Romulus, Åsa, Helena            | Ambulans Paula Stenström Öhman                                                        | Paula Stenström Öhman | Lumor / Dramaten                                                              |
| 2022 | Elisabeth Nancy                        | Gasljus (Gaslight) Patrick Hamilton                                                   | Melody Parker         | Kulturhuset Stadsteatern                                                      |